# خلف الشاشة (فلم 1916)
خلف الشاشة (بالإنجليزية: Behind the Screen)، يعرف أيضا بأسم (تشارلي يعمل في السينما)، وهو فيلم كوميدي أمريكي صامت من عام 1916 بطولة تشارلي تشابلن، تم إنتاجه في شركة موتوال فيلم.

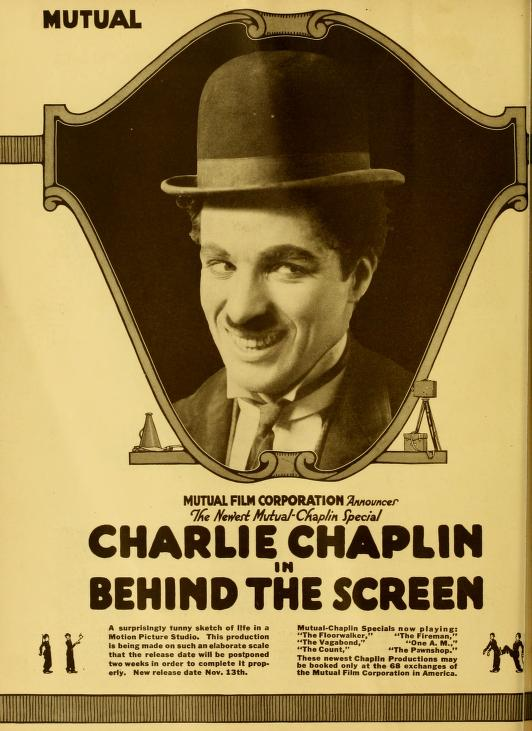
ملصق ترويجي

## القصة
تدور أحداث الفيلم في استوديو للأفلام الصامتة. يلعب تشارلي شابلن دور عامل المسرح ديفيد الذي يعمل تحت إشراف ضخم يدعى جالوت (إريك كامبل). يعمل ديفيد بشكل مفرط ولكن جالوت الكسول ورئيسه لا يزالان يصفانه بأنه شخص متكاسل. تصل فتاة ريفية (إدنا بورفيانس) إلى الاستوديو على أمل أن تصبح ممثلة، لكن جالوت يرفضها بسرعة. يدخل معظم عمال المسرح الآخرين في إضراب عن العمل احتجاجًا على مقاطعة نومهم أثناء استراحة الغداء. يبقى ديفيد وجالوت فقط في العمل. تعود الفتاة وترتدي سراً ملابس عمل أحد عمال المسرح المضربين. متنكرة بهيئة رجل، تحصل على وظيفة عامل مسرح أيضًا. يكتشف ديفيد أن عامل المسرح الجديد أنثى. عندما يمنحها سلسلة من القبلات السريعة، يرى جالوت ما يحدث ويقوم بإيماءات أنثوية لديفيد. تسمع إيدنا خطط المضربين لتفجير الاستوديو بالديناميت وتساعد في إحباط مؤامرتهم الشريرة.
يتألف الجزء الأكبر من الفيلم من كوميديا هزلية تتضمن تعامل تشابلن بقسوة مع أدوات ضخمة، وسوء التعامل مع جهاز التحكم في باب سري، والانخراط في معركة صاخبة لرمي الفطائر والتي امتدت إلى استوديو آخر حيث يتم تصوير دراما تاريخية. في أحد المشاهد، يحمل تشابلن بمهارة 11 كرسيًا على ظهره في يده اليسرى ويرفع بيانو في يده اليمنى.

## طاقم التمثيل
- تشارلي تشابلن - مساعد جليات
- إدنا بيرفيانس - الفتاة
- اريك كامبل - جليات (عامل مسرح)

## وصلات خارجية
- الفيلم القصير خلف الشاشة (فلم 1916) متوفر للتحميل من موقع أرشيف الإنترنت [المزيد]
- خلف الشاشة على موقع IMDb (الإنجليزية)
- خلف الشاشة على موقع ألو سيني (الفرنسية)
- خلف الشاشة على موقع أول موفي (الإنجليزية)
- خلف الشاشة على موقع فيلمافينيتي (الإسبانية)
- خلف الشاشة على موقع قاعدة بيانات الأفلام السويدية (السويدية)
- خلف الشاشة على موقع قاعدة بيانات الفيلم (الإنجليزية)
- خلف الشاشة على موقع ليتربوكسد (الإنجليزية)
- خلف الشاشة على موقع كينوبويسك (الروسية)